# Vogue Ukraine
«Vogue Украина» (англ. Vogue Ukraine) или (Vogue UA) — украинское издание американского ежемесячного журнала о моде и стиле жизни Vogue. Журнал издаётся с марта 2013 года, став двадцать первым региональным изданием Vogue.

## История публикаций
В июне 2012 года было объявлено, что готовится украинское издание Vogue с Машей Цукановой в качестве главного редактора. В соответствии с соглашением, украинское издание Vogue выйдет в печатном и электронном виде в течение следующих 12 месяцев. Vogue на Украине станет двадцатым международным изданием журнала.
В марте 2013 года поступил в продажу первый номер украинской версии Vogue. Одновременно был запущен онлайн-ресурс vogue.ua, который будет развиваться вместе с печатным изданием. Vogue Украина, запущенный в марте 2013 года, издаётся в партнёрстве с UMH group. Журнал стал известен во всём мире как художественное издание со своим визуальным стилем.
Vogue Украина — мультимедийный бренд, включающий ежемесячный печатный журнал и приложения с pdf-версией, а также цифровую платформу vogue.ua с высочайшим уровнем вовлеченности читателей в социальных сетях и на YouTube- каналах.
В марте 2020 года украинская редакция модного журнала Vogue выпустила первый в истории мужской номер Vogue Man. На обложке выпуска, который стал доступен для покупки в апреле, запечатлен нидерландский манекенщик Паркер ван Ноорд. Автором снимка стал фотограф Мэтью Брукс. Также на сайте Vogue UA появился раздел для мужчин. Это первый шаг, который украинский Vogue делает, чтобы развить мужской сегмент, расширить аудиторию и привлечь новых рекламодателей.

### Главный редактор
- Маша Цуканова (2013—2016)[18].
- Ольга Сушко (2016—2018)[19].
- Филипп Власов (2019 — настоящее время)[20][21].

## Содержание
В октябре 2018 года The Calvert Journal назвал лучшую обложку украинского Vogue за пятилетнюю историю журнала:
Среди изображений, созданных за пятилетнюю историю Vogue Ukraine, пожалуй, больше всего выделяется январская обложка 2018 года. На нём изображена южносуданско-британская модель Алек Век (её первая сольная обложка Vogue), снятая Александром Саладригасом на пляже в Лос-Анджелесе. Век одета в объёмный жёлтый пуховик и блестящие бирюзовые колготки-сапоги, с ног до головы Balenciaga. Изображение поражает: отчасти из-за сюрреалистического несоответствия наряда и обстановки — пальмы и бледно-золотистый песок, более подходящие серферам и уроженцам Лос-Анджелеса на неторопливой прогулке, — но также из-за ультрасовременного представления о красоте, которое оно воплощает . 

## Модели обложек
В декабрьском номере украинского Vogue за 2019 год представлен проект с участием первой леди страны Елены Зеленской. Фотосессия с участием интернациональной команды превратилась в полноценный журнальный рассказ, в котором героиня рассказывает о своей жизни в новом качестве, новых обязанностях и возможностях, а также о моде как инструменте культурной дипломатии, сообщает Kyiv Post.

## Коллекционные издания
В 2018 году в честь своего первого юбилея украинский Vogue выпустил книгу под названием «Ukraine in Vogue», в которую вошли лучшие снимки журнала за пятилетнюю историю его существования. Их отбором занимался арт-директор издания Сергей Ковалев. На обложке альбома — кадр из съёмки 2016 года с моделью Яной Годня в вышиванке от украинского бренда Vita Kin.
В ноябре 2020 года вышло коллекционное издание «Ukrainian Women in Vogue» в формате книги. Новая книга украинского Vogue посвящена героиням, которые меняют мир здесь и сейчас и оставляют свой след в истории. Обложку книги украсила украинская певица Тина Кароль. Среди успешных украинок, представленных в книге, — Елена Зеленская, Милла Йовович, Маша Ефросинина, София Андрухович, Эмине Джапарова, Анна Ризатдинова, Джамала и многие другие. Снимок для обложки был сделан в стиле Одри Хэпберн. Тина Кароль в шляпе с огромными полями и в чёрном платье. Фото было сделано американским фотографом Грегом Свалесом.

## Скандалы
В октябре 2018 года, главного редактора украинского журнала о моде Vogue Ukraine Ольгу Сушко отстранили от должности после обвинений в систематическом плагиате. Об этом говорится в заявлении группы Condé Nast International и медиа-холдинга «Медиа Группа Украина»:
 «Мы категорически против плагиата и начинаем внутреннее расследование, чтобы прояснить все обстоятельства и детали случившегося. На время расследования Ольга Сушко будет отстранена от должности главного редактора Vogue UA».
На фоне скандала с плагиатом Ольга Сушко с 9 ноября 2018 покинула пост главного редактора журнала Vogue Ukraine.